# ویکتور دنیسف (ورزشکار)
ویکتور دنیسوف (روسی: Виктор Денисов) (زاده ۲ آوریل ۱۹۶۶ در کالینین)، یک قایقران سرعت روسی است که از اواسط دهه ۱۹۸۰ تا اواسط دهه ۱۹۹۰ به رقابت پرداخت. وی در المپیک تابستانی ۱۹۸۸ سئول دو مدال نقره در مسابقات K-2 500 متر و K-4 1000 متر کسب کرد.